# Машинный фонд русского языка
Машинный фонд русского языка — проект создания большого представительного корпуса русского языка. Опыт МФРЯ используется при разработке, начиная с 2004 года, Национального корпуса русского языка.

## Программа по созданию МФРЯ
Отдел Машинного фонда русского языка был создан в 1985 году по инициативе академика А. П. Ершова после состоявшейся в 1983 году специальной всесоюзной конференции Под руководством члена-корреспондента АН СССР Ю. Н. Караулова в Институте русского языка была разработана «Комплексная программа научных исследований и прикладных разработок по созданию Машинного фонда русского языка на 1996—2000 годы и информатизации исследований».
В создании Машинного фонда русского языка (1986—1990 гг.) принимали участие более 40 организаций-соисполнителей, среди них Московский, Ленинградский, Харьковский, Гродненский, Сыктывкарский и Саратовский университеты.
Под комплексной информатизацией научных исследований и прикладных разработок в русистике понималось:
- Последовательное оснащение отделов Института русского языка и организаций-соисполнителей современными вычислительными машинами с перспективой объединения их в локальную сеть (не выполнено)
- Последовательное накопление на машинных носителях и в базах данных главнейших источников, необходимых как для научного изучения русского языка, так и для осуществления прикладных разработок (выполнено частично)
- Создание программных средств, необходимых как для подготовки научных трудов по филологии, так и для проведения прикладных разработок (разработаны 2 программы под MS-DOS и переведены в электронный вид несколько словарей);
- Развитие прикладных направлений (лексикография, терминоведение, автоматическая обработка данных на естественном языке) как составной части академической русистики, являющихся, с одной стороны, проводником результатов фундаментальных исследований в практику, а с другой — источником новых идей и данных для фундаментальной науки (программа не реализована).

## Реализация программы (1985—1992)
За 8 лет работы отделом Машинного фонда русского языка (частично с участием соисполнителей) были осуществлены:
- Разработка концепции и архитектуры Машинного фонда русского языка [2]
- Разработка концепции терминологического банка данных[3]
- Накопление значительного количества источников — накоплены на машинных носителях и частично в базах данных текстовые источники русской литературы XIX—XX вв., главнейшие словари русского языка, Краткая академическая грамматика, некоторые другие материалы справочного характера, созданы текстовые корпусы поэзии, художественной прозы, общественно-политических и технических текстов [4]
- Разработка двух программ под управлением MS-DOS:

 — UNILEX-T для изготовления частотных словарей, словоуказателей (индексов слов к текстам) и конкордансов и работы с последними 
 — UNILEX-D для создания словарных баз данных и работы с последними.
- Разработка программно-источниковых пакетов (их разработка была остановлена), например:

Автоматический Синтаксический словарь русского языка
Автоматический словарь синонимов русского языка
Автоматический вариант Словаря русского языка С. И. Ожегова
Автоматический словарь глагольного управления в русском языке.

## Деятельность отдела МФ русского языка (1992—1998)
Полномасштабные испытания систем обработки лингвистических данных UNILEX путём участия в подготовке Орфографического словаря и Словаря поэзии XX в.
Ускоренное накопление новых источников на основе электронных изданий газет и сканирования произведений русского классической литературы. Полный архив источников Машинного фонда русского языка сейчас составляет более 100 млн словоупотреблений;
Работа над словарем языка Ф. М. Достоевского.
Накопление источников в целях широкого дистрибутивно-статистического исследования русской прозы последней трети XIX в. и газет конца XX в.
Накопление и анализ дистрибутивно-статистических данных, подготовка публикаций сводных данных.

## Анализ деятельности по развитию МФ русского языка
Концепция развития МФ русского языка (1983 год)
- создание компонентов лингвистического обеспечения задач информатики и
- информатизация научных исследований в русистике.

## Современные задачи создания МФРЯ
- дистрибутивно-статистический анализ и накопления лингвистических ресурсов в интернете
- накопление источников на сайтах Фонда
- дальнейшее развитие функций Автоматической словарной картотеки Фонда
- конструирование глобальной лингвостатистической обработки всех текстовых источников Фонда в интерактивном режиме[10].